# کنگره فیلیپین
کنگره فیلیپین، مرجع قانون‌گذاری کشور فیلیپین است.